# Sheila Kennedy
Sheila Kennedy (12 de abril de 1962) es una modelo y actriz que fue Pet del Mes de Penthouse en diciembre de 1981 y Pet del Año en 1983.

## Carrera
Kennedy se mudó a la Mansión Penthouse en Nueva York a los 18 años de edad. Vivió allí durante 10 años y después de sus apariciones en la revista Penthouse como la Pet del Mes en diciembre de 1981, y más tarde, como Pet del Año, Kennedy comenzó su carrera como actriz. Apareció principalmente en comedias sexuales de bajo presupuesto, como The First Turn-On!, Movida de verano, y Ellie. Kennedy también apareció brevemente en la escena de apertura de National Lampoon's European Vacation como la modelo del premio en un programa de juegos.
En la primavera de 2008, Kennedy fue invitada en el reality show estadounidense Big Brother 9. Quedó en tercer lugar y abandonó la casa en el día 77, después de que Ryan Quicksall ganase la competición final y eligiese desalojarla. Kennedy más tarde copresentó House Calls: The Big Brother Talk Show para Big Brother 10.
Kennedy escribió una memoria titulada No One's Pet sobre el tiempo en que vivió en la Mansión Penthouse y su relaciín el con el publicista y fundador de la revista Bob Guccione. El libro se publicó por Jerrick Media en febrero de 2016.

## Vida personal
Kennedy tiene un hijo. Es exnovia de Scott Baio y aparece como ella misma en un episodio de su reality show, Scott Baio is 45...and Single.